# چوی چول-کوون
چوی چول-کوون (انگلیسی: Choi Chul-kwon؛ زادهٔ ۱۹ ژوئیهٔ ۱۹۶۳) بازیکن بسکتبال اهل کره جنوبی بود. وی در بازی‌های المپیک تابستانی ۱۹۸۸ شرکت کرده‌است.